# قاروص

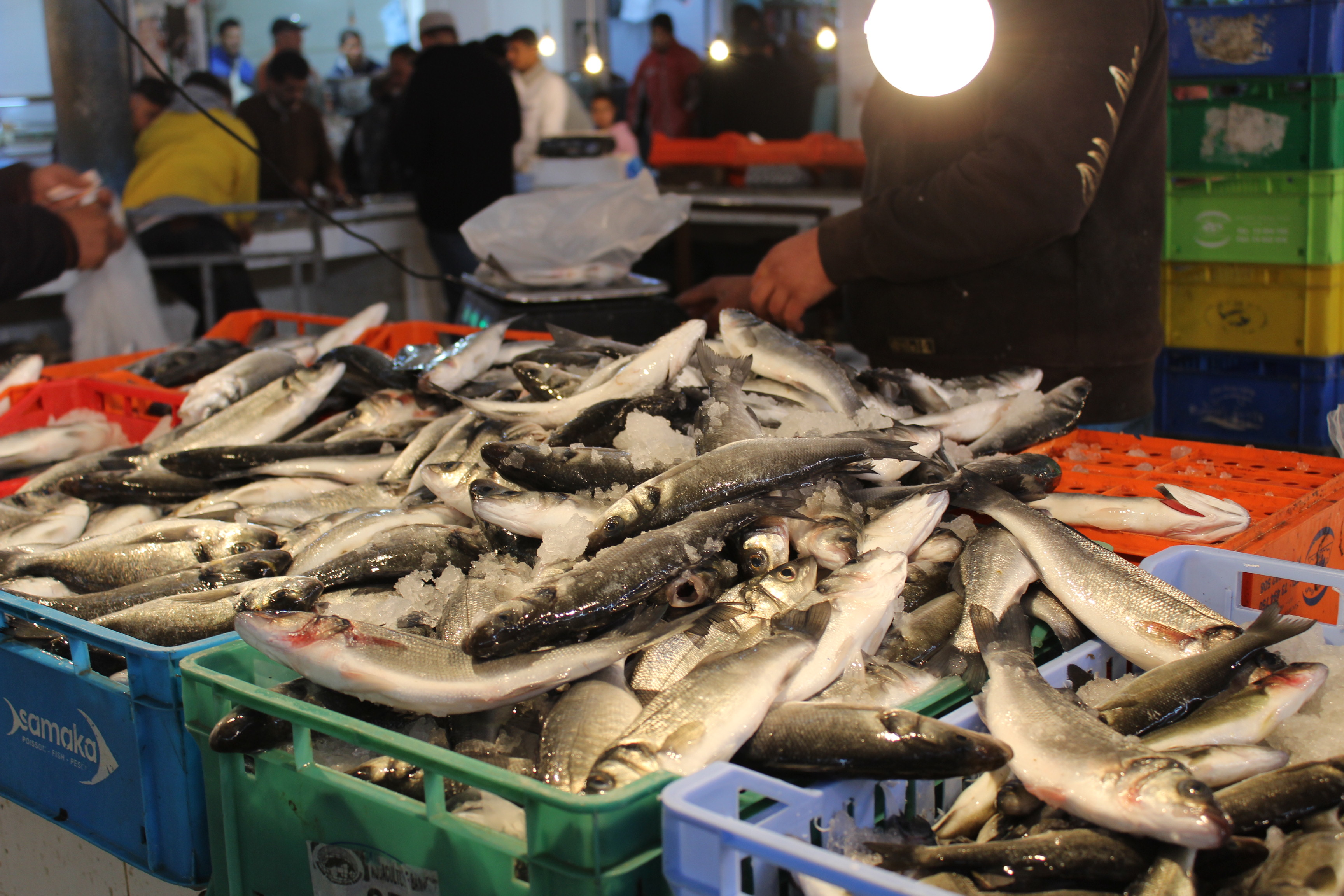
قاروص يباع في سوق بالمنستير

سمك القاروس أو القاروص، Dicentrarchus labrax، سمك بحري يقترب من السواحل وقد يدخل المصبات حيث تقل الملوحة. يسمى أحياناً بالقاروس الأوربي لتمييزه عن أنواع أخرى مشابهة من نفس الجنس أو من جنس مختلف. تسمية "Dicentrarchus" تعني ثنائي الشوكة، وذلك لوجود شوكتين قاسيتين في الزعنفة الظهرية لأنواع هذا الجنس.
القاروس الأوربي يعيش في البحر المتوسط والبحر الأسود والشواطئ الأوربية من المحيط الأطلسي. لونه يميل للفضي على الجانبين بينما بطنه لونها أبيض. الأفراد اليافعة من هذا النوع تتميز بوجود بقع سوداء على الظهر والجانبين تزول عند البلوغ. تنمو هذه السمكة لتصل إلى طول يقارب المتر ووزن 15 كيلو غرام.
بدأ بعض مربي الأسماك تربيته في أوروبا والبلاد العربية لما يلاقيه من طلب استهلاكي جيد في الأسواق ولحمه الطيب. يشكل مع سمك الدنيس أهم الأنواع المرباة في مزارع مائية في منطقة البحر المتوسط.
القاروص اسم يطلق على أنواع متعددة من الأسماك التي تعيش في المياه العذبة وفي البحر. وقاروص المياه العذبة يعيش في البحيرات والأنهار في الولايات المتحدة وفي جنوبي كندا. ويطلق الاسم في أستراليا على بعض أسماك المياه العذبة التي تنتمي إلى فصيلة مختلفة. أما قاروص المياه المالحة فيعيش في المناطق المدارية والبحار المعتدلة في جميع أنحاء العالم. وسمك القاروص من الأسماك التي يقبل عليها الصيادون. ومن المعروف عنها أنها ذات قدرة فائقة على القتال وقت صيدها. والقاروص من الأسماك المحببة في الأكل.
القاروس المرقّط طوله 18سم
قاروص المياه العذبة. نوع من سمكة الشمس. وأكثر أنواع قاروص المياه العذبة شيوعا، القاروص الأسود، وهي سمكة ضخمة وطويلة. ولون سمكة القاروص الأسود الصغير السن، أصفر يميل إلى الاخضرار، مع بقع داكنة على الجانبين، وبيضاء أسفل الجسم. أما السمكة الكبيرة السن فلونها بين الأخضر الغامق والأسود.
القاروس صغير الفم طوله 23 سم
وأهم أنواع القاروص الأسود هي القاروص كبير الفم والقاروس صغير الفم. ويعيش القاروص كبير الفم في مياه البحيرات الهادئة، ويزن معظمه ما بين نصف كجم إلى 1,8كجم، لكن بعضه يزن أكثر من 9كجم. وقلما يتعدى وزن القاروص صغير الفم 5كجم.
القاروس كبير الفم طوله 46 سم
توجد أنواع أخرى من قاروص المياه العذبة مثل الكرابي الأبيض الذي يسمى أيضًا القاروص الأبيض، والكرابي الأسود الذي يعرف أيضًا باسم قاروص الكاليكو، ويتراوح طول هذه الأنواع بين 15 سم و30 سم. ويتراوح وزنها بين نصف كجم وكيلو جرام واحد، وألوانها فضية مغطاة ببقع سوداء.
سمك قشر وارسو المرقّط يتراوح طوله بين 60 و240سم.
ويطلق اسم القاروص الأبيض على القاروص المخطط أو القاروص الفضي ذي اللون الفضي، الذي يميل لون بطنه إلى الاصفرار، والذي تُغطيِّ جوانبه خطوط ضعيفة داكنة.
وتعيش في المياه العذبة بأستراليا سمكة شائعة تسمى قاروص مصب النهر، تعيش عادة قرب مصبات الأنهار. والزعانف الموجودة على ظهرها طويلة قوية الأشواك. ولون الظهر أخضر زيتوني مع بقع تميل إلى اللون الأحمر، أما البطن فلونه بين الأصفر والأبيض.
ويصاد القاروص عادة بصنارة وبكرة، وهو يسبح تحت سطح الماء مباشرة وبذلك يرى الطعم بسرعة. وينجذب القاروص إلى الطعم المكون من الأسماك الصغيرة أو الضفادع أو الديدان.
القاروس المخطط طوله 56 سم
قاروص المياه المالحة. أكبر حجما من قاروص المياه العذبة. فهو ينمو حتى يصير طوله مترا، ويزن حوالي 15كجم. وقاروص المياه المالحة الأكثر شيوعا هو القاروص المخطط أو القاروص الصخري الذي يعيش في المحيط الأطلسي. ويتم صيد هذه الأسماك بالطرق الفردية، أو بالمعدات وسفن الصيد الكبيرة التي تصطاد كميات تجارية.